# Vehicle de llançament derivat del transbordador espacial

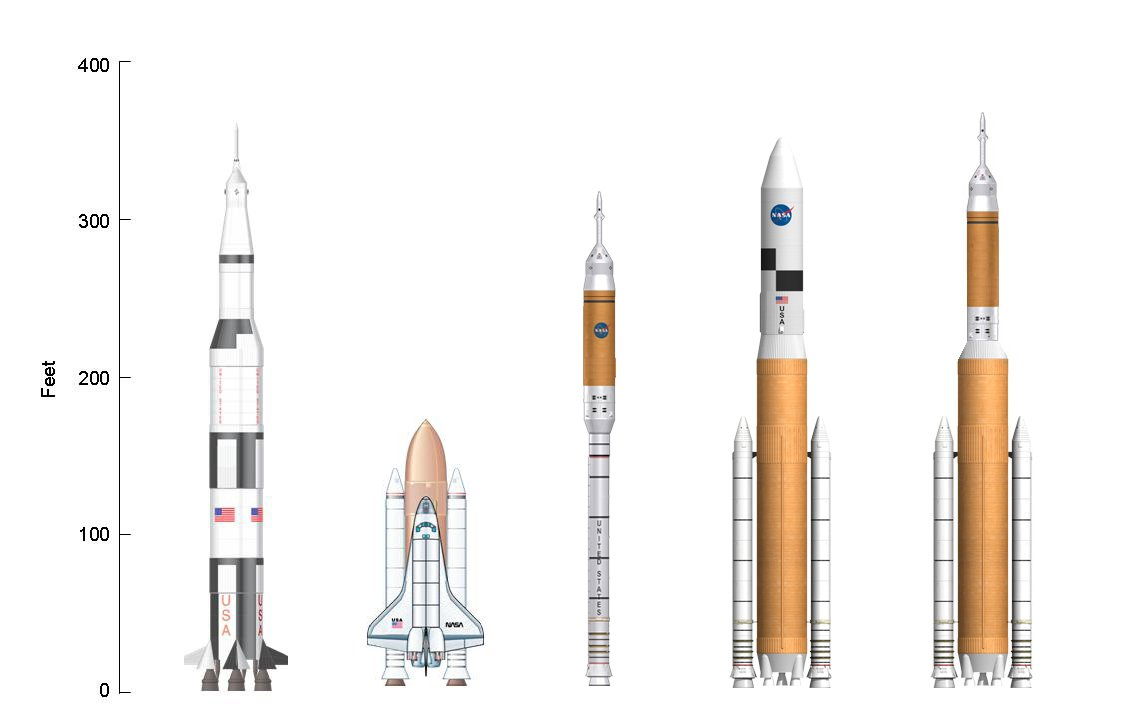
Comparació del Saturn V, el transbordador espacial, l'Ares I, l'Ares V i l'Ares IV.

Un vehicle de llançament derivat del transbordador espacial (SDLV, de l'anglès Shuttle-Derived Launch Vehicle) és un d'entre una gran varietat de conceptes desenvolupats per crear vehicles de llançament derivats dels components, la tecnologia i/o la infraestructura del programa del transbordador espacial. El 2005, la NASA decidí desenvolupar els vehicles de llançament Ares I i Ares V, basats parcialment en components bastant modificats del transbordador espacial, per substituir-lo i permetre l'exploració de la Lluna i Mart. A principis de l'any 2007, l'agència confirmà que estava estudiant un tercer vehicle SDLV, l'Ares IV. Tanmateix, després de l'intent del President Barack Obama de cancel·lar el programa Constellation a principis del 2010, el Congrés dels Estats Units ha preparat legislació que permetria la continuïtat dels SDLV, tot i que en una forma diferent que es podria assemblar a la família de coets Jupiter però amb un nom diferent.

## Conceptes

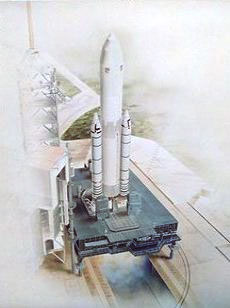
Imatge del 1978 d'un SDLV en línia proposat per Morton Thiokol

Es proposaren conceptes d'SDLV fins i tot abans que el transbordador espacial s'enlairés per primera vegada. Aquestes proposes han inclòs:
- Substituir l'orbitador, dotat d'ales, per una beina de càrrega no tripulada d'un sol ús (SDLV de muntatge lateral).
- Treure l'orbitador i muntar un tram superior i una càrrega útil a sobre del tanc extern (SDLV en línia).
- Afegir un gran contenidor de càrrega al darrere del tanc extern, permetent el llançament de materials voluminosos (portador de càrrega a popa).
- Substituir els coets acceleradors sòlids del transbordador espacial (SRB) amb acceleradors líquids, incloent-hi coets alats de retorn.
- Crear vehicles a partir d'un SRB o més, generalment amb alguna mena de tram superior.
- Treure les ales de l'orbitador a la fi de la seva vida útil, unir-lo permanentment a un tanc extern i llançar aquesta combinació com a estació espacial.
- El 2005 s'anuncià el coet Ares I, amb el concepte aparentment inèdit d'utilitzar un sol SRB (i més endavant, una versió "allargada" i molt modificada de l'SRB) amb un segon tram completament nou.
- Desenvolupar una versió d'un sol ús del motor RS-25.[3]